# Nasrin Pakkho
Nasrin Pakkho, född 15 januari 1954,  är en dokumentärfilmare, producent och skådespelare bosatt utanför Göteborg. Hon uppträder både film och teater. Teater förstlingen "Kungarnas gård" var en hiphop musikal och Nasrin skrivit manuset och regisserat den. Som skådespelare medverkar hon med "Kalla det vad fan du vill". Nasrin Pakkho har gjort över 85 dokumentär och drama dokumentär filmer. Några av hennes film är: ”Teatersällskap”  - Info/drama  som producerades av Diskrimineringsombudsmannen. ”Väskan” en Info - drama om äldre och trygghet. Filmen ”Väskan”  heders numrerad pris från Bryssel och finns på 12 olika språk. ”Regnbågens sång” - dokumentär. ”En dold del av svenska historia” Så beskriver regissören Nasrin Pakkho om ”Regnbågens sång” där HBTQ seniorer från olika delar av Sverige Berättar om sina liv och upplevelser.
”Betong är inte betong”  - dokumentär om Bergsjöns nu tidens historia. Nasrin Pakkho arbetar som videolärare på Kulturskolan i Östa Göteborg och även på Kvinnofolkhögskolan.

## Produktioner hon medverkat i
- 2000 - Före stormen (långfilm)
- 2001 - Den lejde mördaren (Den serbiske danser) (tv-drama)
- Familjen (tv-serie)
- Kungamordet (tv-serie)
- 2013 - Hotell (långfilm)
- 2014 - Regnbågens sång